# Estat Lliure del Congo
L'Estat Lliure del Congo o Estat Independent del Congo (en francès État Indépendant du Congo) fou un antic domini colonial africà, propietat privada del rei Leopold II de Bèlgica, les fronteres del qual coincideixen amb l'actual República Democràtica del Congo. El Congo va ser administrat privadament pel rei Leopold entre 1885 i 1908, any en què el territori va ser cedit a Bèlgica.
Durant el període en què va ser administrat per Leopold II, el territori va ser objecte d'una explotació sistemàtica i indiscriminada dels seus recursos naturals (especialment el vori i el cautxú), en la qual es va utilitzar exclusivament mà d'obra indígena en condicions d'esclavitud. Per mantenir el seu control sobre la població nadiua, l'administració colonial va instaurar un règim de terror, en el qual van ser freqüents els assassinats en massa i les mutilacions. A causa d'això i d'altres factors relacionats, hi va haver un elevadíssim nombre de víctimes mortals: encara que és impossible realitzar càlculs exactes, la majoria dels autors esmenten xifres d'entre cinc i deu milions de morts.
A partir de 1900, la premsa europea i estatunidenca va començar a informar sobre les dramàtiques condicions en les quals vivia la població nadiua del territori. Les maniobres diplomàtiques i la pressió de l'opinió pública van aconseguir que el rei belga renunciés al seu domini personal sobre el Congo, que va passar a convertir-se en una colònia de Bèlgica, sota el nom de Congo Belga.

## Història

### Antecedents

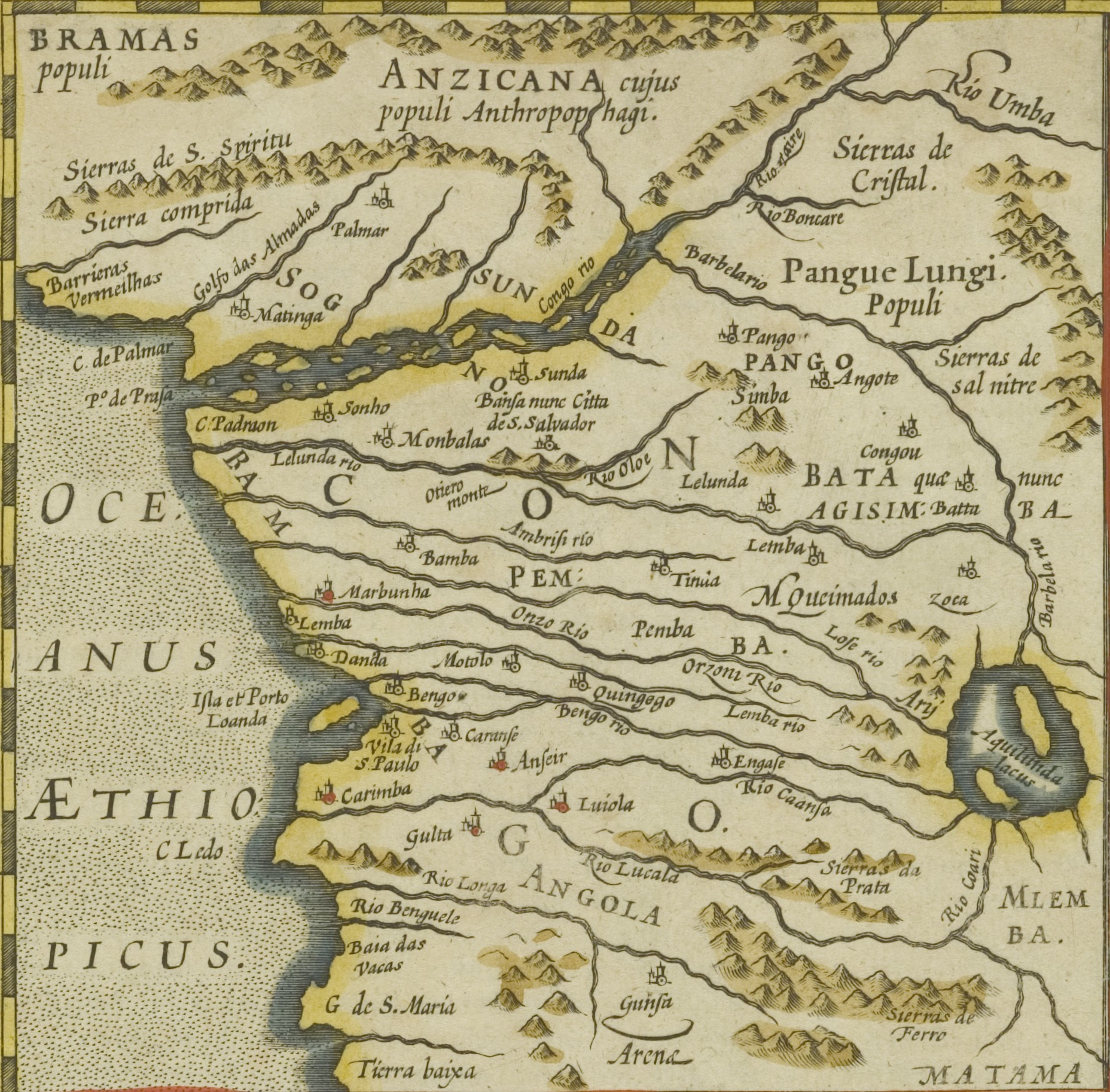
Mapa històric del Regne del Congo (existent durant els segles, i), i situat a la regió de l'estuari del riu Congo.

El 1482, el navegant portuguès Diogo Cão va descobrir la desembocadura del riu Congo. Tres anys després, el 1485, va remuntar el riu fins a l'actual ciutat de Matadi. Els portuguesos, que van establir un productiu contacte amb el regne del Congo, van convertir la regió en un dels centres del comerç d'esclaus. Tanmateix, a causa de les pressions dels països abolicionistes, a mitjan segle xix el tràfic d'esclaus amb destinació al Brasil i al Carib va quedar interromput. Després de l'abolició del tràfic va continuar a la regió l'anomenat legitimate trade ("comerç legítim") de productes com l'oli i les llavors de palma, el vori i el cautxú. A la zona de la desembocadura del Congo hi havien establert les seves bases cases comercials de diferents països europeus (França, Portugal, Anglaterra i Països Baixos, principalment). Tot i que les empreses comercials més pròsperes eren les d'anglesos i neerlandesos, el domini polític del territori corresponia als portuguesos -descobridors de la zona, i a qui corresponia teòricament la sobirania de tot el territori entre Cabinda i Moçâmedes - i francesos, establerts al Gabon.
La regió oriental del Congo estava dominada per comerciants musulmans de llengua suahili procedents de Zanzíbar que es proveïen d'esclaus a la zona. El més poderós d'aquests comerciants va ser Tippu Tip, sobirà d'un regne al costat del riu Lualaba. Teòricament, acabar amb el comerç d'esclaus a l'Àfrica Central seria un dels objectius dels colonitzadors europeus.

### La creació de l'Estat Lliure

#### Leopold II de Bèlgica

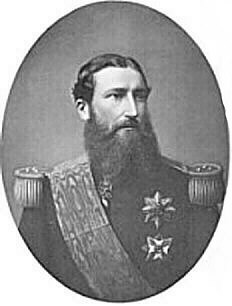
Leopold II de Bèlgica.

Bèlgica, un estat jove que s'havia independitzat dels Països Baixos el 1830, era la segona meitat del segle xix un dels països més desenvolupats d'Europa, la prosperitat del qual es basava més en la indústria que en el comerç. No tenia colònies, i l'opinió pública era fortament anticolonialista.
Tanmateix, el rei de Bèlgica, Leopold II, no era de la mateixa opinió que els seus compatriotes. Des d'abans d'accedir al tron havia mostrat un gran interès per l'empresa colonial. El seu model era l'explotació holandesa de Java, la qual considerava "una inesgotable mina d'or". El rei va centrar la seva atenció primer a l'Orient, però aviat es va convèncer que no hi havia a Àsia cap lloc disponible que li permetés de fer realitat els seus fantasiosos projectes.
Leopold, rei des de 1865, va començar a interessar-se per l'Àfrica el 1873, tot i que els seus plans no van començar a concretar-se fins al 1875. L'agost d'aquell any, el monarca va assistir a París al congrés de l'Associació Geogràfica francesa, la qual cosa li va donar la idea de celebrar la seva pròpia conferència a Brussel·les. A l'any següent, el 12 de setembre, va inaugurar al palau reial de Brussel·les la reunió que seria coneguda com a Conferència Geogràfica de Brussel·les, a la qual hi van assistir geògrafs i exploradors dels principals estats europeus.
Al discurs amb què va inaugurar el congrés, Leopold va plantejar la necessitat de civilitzar l'Àfrica Central. Per això, es va decidir a crear bases d'operacions tant a l'est -a Zanzíbar- com a l'oest -la desembocadura del riu Congo -, es van establir les possibles rutes per a l'exploració de l'interior del continent, i es va decidir crear una associació internacional, l'Associació Internacional Africana (Association Internationale Africaine, AIA), que coordinaria les accions dels diferents comitès nacionals.
L'AIA es va constituir el 14 de setembre de 1876, amb seu a Brussel·les i sota la presidència de Leopold II. L'associació era, en aparença, merament filantròpica. El comitè executiu de l'associació el formaven, a més del mateix Leopold, un alemany (Gustav Nachtigal), un anglès (Sir Barthe Frere) i un francès (Quatregages). Els comitès nacionals, tanmateix, no van tenir massa èxit, excepte a França, on el seu president era Ferdinand de Lesseps, el constructor del canal de Suez.

#### L'exploració del Congo
Des que el 1485 Diogo Cão havia descobert la desembocadura del riu Congo (que ell va denominar, basant-se en les paraules dels seus informants nadius, riu Zaire), amb prou feines s'havien fet intents d'explorar el riu. Cão va arribar només fins a l'altura de l'actual Matadi. Segles després, el 1816, l'expedició del capità de la marina britànica James Tuckey va fracassar en l'intent de remuntar el riu, la qual cosa va allunyar durant dècades els europeus d'aquesta empresa.
Tanmateix, al mateix temps que Leopold perfilava els seus plans a Brussel·les, van tenir lloc tres viatges que contribuirien eficaçment al coneixement de la regió que el monarca belga s'havia proposat "de civilitzar":

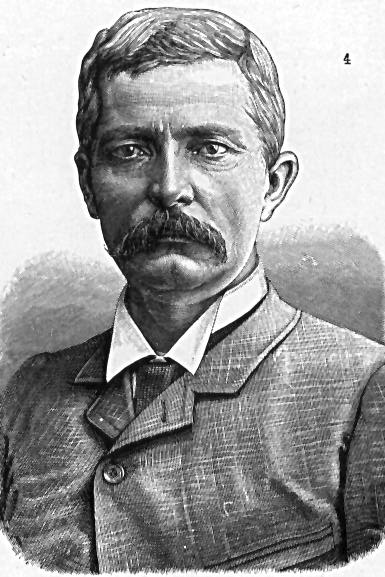
Henry Morton Stanley.

- L'anglès Verney Lovett Cameron va arribar el 1873 a Nyangwe, a la vora del riu Lualaba, partint del llac Tanganyika. El potentat esclavista de Zanzíbar Tippu Tip es va negar a prestar ajuda a l'expedició, però tot i així Cameron va continuar viatge fins a Benguela, a la costa atlàntica, on va arribar l'octubre de 1875. Va tornar a Europa l'abril de 1876 i es va entrevistar amb Leopold II el mes següent. És molt possible que la idea de convocar la Conferència Geogràfica de Brussel·les tingués relació amb les informacions que Cameron va subministrar al monarca, segons les quals Àfrica Central era un medi favorable per a l'activitat europea, on la població estava ja relativament avançada i on era possible la navegació amb vaixells de vapor a través de la xarxa fluvial. Tanmateix, Cameron no va descobrir cap via factible d'accés a l'interior des de la costa.

- Henry Morton Stanley, mundialment famós des que el novembre de 1871 va localitzar David Livingstone, havia emprès el 1873 un nou viatge, per encàrrec dels diaris New York Herald i Daily Telegraph, per travessar de costa a costa l'Àfrica Central. El viatge, que va durar gairebé tres anys, va concloure el 9 d'agost de 1877. Stanley va fer un important descobriment: va demostrar que el riu Congo era, a partir de Stanley Pool (actual Pool Malebo), una eficaç via d'accés a l'interior de l'Àfrica Central. La intenció de Stanley era proposar la colonització del Congo al govern britànic, però la seva proposta va ser desestimada. Leopold II, en canvi, va mostrar-hi un gran interès, i va contractar tot seguit l'explorador angloestatunidenc.

- L'italià nacionalitzat francès Savorgnan de Brazza va emprendre el 13 de novembre de 1875 un viatge, per encàrrec del govern francès, remuntant el riu Ogooué. Brazza va descobrir una altra via d'accés al Congo des de la colònia francesa del Gabon, i va aconseguir despertar l'interès de França per colonitzar la regió.

#### L'empresa comercial
El 1878, Stanley va exposar el seu pla a Leopold de Bèlgica. Per obrir al comerç europeu la regió del Congo, proposava construir una línia de ferrocarril que permetés eludir la part no navegable del curs del riu (les cascades Livingstone), i obrir al curs alt, on el Congo tornava a ser navegable, assentaments comercials. Leopold va donar la seva aprovació al projecte. Per obtenir els fons va entrar en negociacions amb la companyia neerlandesa Afrikaansche Handels-Vereeniging (AHV, Associació Comercial Africana), l'empresa comercial més important de la regió de la desembocadura del Congo, amb 44 factories a la zona, i un capital de 24.000.000 florins, una quantitat elevadíssima per a l'època.
Resultat d'aquestes negociacions va ser la fundació, el 24 de novembre de 1878, a Brussel·les, del Comitè d'Estudis de l'Alt-Congo (CEHC), una "societé en participation" amb un capital social d'un milió de francs, els principals subscriptors del qual eren el mateix Leopold, amb més de la quarta part del capital (260.000 francs), i l'AHV, amb 130.000.
Tot i que la finalitat del Comitè, segons es definia als seus estatuts, era principalment filantròpica i científica, es parlava ja obertament de fomentar el comerç i la indústria a la zona. L'objectiu del Comitè era, primer, finançar una nova expedició de Stanley per determinar les possibilitats de la zona; si tals possibilitats eren favorables, es projectava construir la línia de ferrocarril i iniciar l'activitat comercial.
Stanley va partir cap a l'Àfrica el gener de 1879. Va desembarcar primer a Zanzíbar per reclutar el personal de l'expedició, i després va continuar viatge cap al Congo per via marítima, a través del canal de Suez. Mentre Stanley realitzava aquest viatge, va ocórrer una cosa inesperada: l'AHV va fer suspensió de pagaments; dels seus dos gerents, un s'havia suïcidat, i el parador de l'altre era desconegut. Leopold, tanmateix, no es va fer enrere, sinó que va veure en aquest esdeveniment l'oportunitat de prendre totalment les regnes de l'empresa. Va fer una oferta als altres accionistes del Comitè, que van acceptar sense dubtar-ho, i es va convertir en l'únic propietari de la societat, que acabaria per desaparèixer un any després. Per emmascarar els seus propis interessos, Leopold va fundar l'Associació Internacional del Congo, el nom del qual estava pensat per induir el públic a confusió amb la filantròpica Associació Internacional Africana.
Stanley va arribar a la desembocadura del Congo el 14 d'agost de 1879. Leopold li havia encarregat de firmar acords amb els principals caps tribals de la regió del Congo, per fonamentar el seu poder polític en la regió. El seu pla era agrupar totes les tribus de la zona en una unitat política, que concebia com una "Federació republicana de negres lliures" -amb un president nomenat per ell mateix- per facilitar les seves activitats comercials.
A partir de 1880 Stanley va firmar diversos tractats amb caps locals. Al començament, als convenis no s'hi esmentava la cessió de la sobirania; es tractava només d'aconseguir un monopoli comercial. Però quan, el 1882, l'explorador Brazza va fer públics a París els tractats que havia firmat amb diversos caps de la vora esquerra del riu, i que implicaven la cessió de la sobirania a França, Leopold va modificar la seva estratègia. Als següents documents que va firmar Stanley amb els caps locals, aquests traspassaven els seus drets sobre els seus territoris a l'Associació Internacional del Congo "per a l'avenç de la civilització i del comerç". Des de gener de 1884, Leopold va començar a referir-se al conjunt dels territoris la sobirania dels quals reclamava com a "Estat Lliure del Congo". A partir d'aquell moment, ja només necessitava que les potències occidentals reconeguessin la seva sobirania.

#### Reconeixement internacional

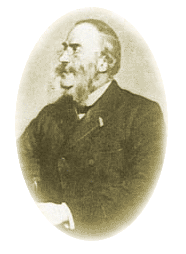
Gerson Von Bleichröder, qui intervindria en favor de Leopold per eliminar els obstacles d'Alemanya al seu projecte colonial.

Els agents de Leopold van treballar intensament per aconseguir el reconeixement internacional dels seus drets sobre el nou territori. Leopold va jugar a fons la basa de la seva fama com a rei filantrop, i va permetre que es produís un útil equívoc entre l'antiga i altruista Associació Internacional Africana, i l'actual Associació Internacional del Congo.
Gràcies a les gestions de Henry Shelton Sanford, antic ambaixador estatunidenc a Bèlgica que llavors treballava per a Leopold, els Estats Units van ser el primer estat que va reconèixer els drets del rei Leopold II sobre el Congo, el 22 d'abril de 1884.
Més difícil va ser aconseguir el reconeixement per part de les potències colonials, especialment de França i del Regne Unit, que, a diferència dels Estats Units, tenien interessos en la zona. Tanmateix, Leopold va saber aprofitar l'enfrontament entre ambdós països per sortir-se amb la seva. El Regne Unit mantenia un vell contenciós amb Portugal per la zona de la desembocadura del Congo. Tanmateix, quan, el 1882, després de les exploracions de Brazza, França va reclamar la propietat de la regió a l'oest del riu, l'estratègia del Regne Unit va canviar i va acceptar reconèixer la sobirania de Portugal sobre el territori entre els 8º i els 5º 12' de latitud sud, d'Ambriz a Pointe-Noire, territori que incloïa la regió de la desembocadura del Congo. El tractat anglolusità es va firmar el 26 de febrer de 1884.
Tanmateix, a causa de la fama de proteccionistes que tenien els portuguesos, va suscitar àmplia repulsa, tant en la resta dels països d'Europa com al mateix Regne Unit. Es temia que els portuguesos impedissin el lliure comerç a la zona.

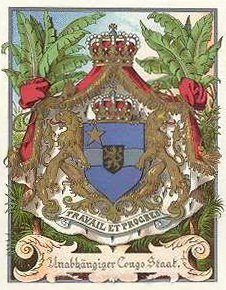
Escut de l'Estat Lliure del Congo

La situació va ser hàbilment aprofitada per Leopold, qui va anunciar que el seu Estat Lliure gaudiria de completa llibertat de comerç, guanyant-se així el favor de l'opinió pública europea.
Per aconseguir el reconeixement de França, Leopold va establir, l'abril de 1884, un dret de preferència (Droit de préference) sobre el Congo en benefici del país gal. Això volia dir que, en cas que l'Associació Internacional del Congo hagués de renunciar a les seves possessions, aquestes passarien a ser administrades per França. Com a resultat, Leopold va obtenir el suport tant de França, que esperava sortir beneficiada a llarg termini, com de Portugal, a qui no interessava el fracàs de l'AIC, ja que beneficiaria França, el seu principal rival a la zona.
Un rival inesperat va sorgir en la persona del canceller alemany Bismarck, decidit a què la nounada Alemanya prengués part en la carrera colonial. Bismarck desconfiava de les pretesament filantròpiques intencions de Leopold. Tanmateix, el rei de Bèlgica tenia un important aliat en les altes esferes alemanyes: Gerson von Bleichröder, el principal banquer de Bismarck. Gràcies a les gestions de Bleichröder, Bismarck va accedir a reconèixer les pretensions de Leopold, sol·licitant únicament garanties sobre la llibertat de comerç.

#### Conferència de Berlín
Calia, tanmateix, que totes les potències europees arribessin a un acord sobre la qüestió del Congo. Bismarck pretenia que el Congo quedés sota control internacional, i l'AIC de Leopold li semblava la millor garantia que la zona estaria oberta al lliure comerç. Amb aquesta finalitat, va convocar una conferència internacional, coneguda com a Conferència de Berlín, a la qual hi van ser convidades tant les principals potències colonials (Regne Unit, França, Alemanya i Portugal), com d'altres països els interessos dels quals en l'Àfrica eren molt més limitats (Països Baixos, Bèlgica, Espanya i els Estats Units). La resta de les potències europees van ser convidades també, a fi d'"assegurar el consentiment general a les resolucions de la conferència", segons resava la carta d'invitació enviada per Bismarck.
La conferència es va inaugurar el 15 de novembre de 1884. L'Associació Internacional del Congo de Leopold no va ser convocada, ja que no era un estat, però Leopold va comptar amb diversos aliats en la reunió. Els dos representants de Bèlgica -uns dels quals va exercir el càrrec de secretari de la reunió- eren subordinats seus. A més, comptava amb aliats en la representació britànica (el conseller legal sir Travers Twiss) i en la nord-americana (el delegat Henry Shelton Sanford -el mateix que havia aconseguit que els Estats Units reconeguessin els drets de Leopold sobre el Congo- i el mateix Henry Morton Stanley, que va actuar com a assessor tècnic de la representació dels Estats Units).

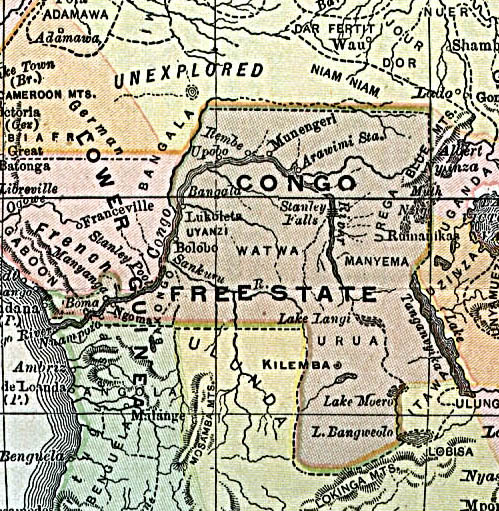
Mapa que situa l'Estat Lliure del Congo el 1890.

A la conferència, clausurada el 26 de febrer de 1885, Leopold hi va obtenir el reconeixement de la seva sobirania sobre l'Estat Lliure, les fronteres del qual havia traçat, amb ajuda de Stanley, l'agost de l'any anterior. La zona costanera propera a la desembocadura del Congo va quedar repartida entre França, l'AIC i Portugal. Leopold va obtenir el port de Matadi, el seu punt de partida per a l'exploració i colonització de l'interior. Durant el desenvolupament de la Conferència, l'AIC havia anat firmant acords pels quals altres països es comprometien a reconèixer la seva sobirania sobre l'Estat Lliure del Congo. Alemanya va reconèixer les fronteres el 8 de novembre de 1884. Més tard van firmar l'acord França, el 5 de febrer, i Portugal, el 15 del mateix mes. Anglaterra no va reconèixer el nou estat fins a l'1 de setembre de 1885.
Inicialment, l'Estat Lliure del Congo no incloïa la província de Katanga, que no figurava al mapa que va ser aprovat per Bismarck. Tanmateix, Leopold la hi va incloure després, com a contrapartida per cedir a França la regió de "Niari-Kwilu", al Baix Congo. El nou mapa va ser acceptat sense problemes per la resta de les potències, amb la qual cosa l'estat, l'extraordinària riquesa minera del qual era encara desconeguda, va passar a formar part de la propietat privada de Leopold de Bèlgica, a despit de les posteriors pretensions d'imperialistes britànics com Cecil Rhodes o Harry Johnston. El 1887, fins i tot, Leopold va intentar infructuosament ampliar les seves fronteres cap al Nil. Va finançar una fracassada expedició comandada per Stanley, per tal de rescatar Emin Paixà, governador nomenat per les autoritats britàniques de l'estat d'Equatoria, a la zona més meridional del Sudan. El governador es trobava assetjat pels rebels del Mahdi. Emín Paixà (que en realitat es deia Edward Schnitzer i era alemany) va rebutjar les propostes per posar-se a les ordres de Leopold, i els intents expansionistes del sobirà es van saldar amb un fracàs sonat.

### L'explotació de l'Estat Lliure

#### L'administració del territori

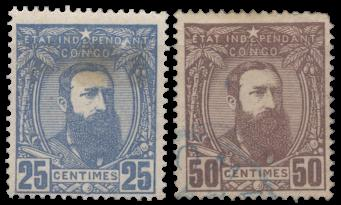
Segells de l'Estat Lliure del Congo, amb el retrat de Leopold II

Després de la Conferència de Berlín, el rei Leopold es va convertir en l'únic propietari d'un territori que tenia 80 vegades l'extensió de Bèlgica. L'1 d'agost de 1885 va néixer oficialment l'Estat Lliure del Congo (État Indépendant du Congo). Leopold va assumir el títol de "rei sobirà" del nou estat amb l'aprovació del Parlament belga.
Mentre que a Bèlgica Leopold era un monarca constitucional, al Congo tenia tots els poders d'un rei absolut. El govern central del territori es va establir a Brussel·les, amb un gabinet format per tres departaments: Interior (Maximilien Strauch), Exteriors (Edmond Vaneetvelde) i Finances (Hubert Vanneuss).
La gestió del territori es duia a terme des de Brussel·les. Tanmateix, es va establir la capital administrativa del Congo a la ciutat portuària de Boma, el punt del qual partien les exportacions. A Boma hi residia el governador general del Congo, representant directe del rei (Leopold no va viatjar mai a l'Àfrica).
L'estat es va dividir en catorze districtes, que al seu torn es dividien en zones. Les zones es dividien en sectors, i cada sector constava de diversos campaments. De l'autoritat del governador general depenien els comissionats, nomenats directament pel rei, i encarregats de l'administració dels diferents districtes. Aquests funcionaris actuaven com una barreja d'administradors colonials i agents comercials: la seva única missió era aconseguir tot el vori i el cautxú que els fos possible amb la menor despesa.
Inicialment existia un sistema de primes que permetia els funcionaris doblar el seu salari si aconseguien el suficient vori o cautxú. Amb el temps, aquest sistema va ser substituït per l'anomenada allocation de retraite, per la qual una gran part del pagament es realitzava al final del servei, i només a aquells agents la gestió dels quals l'estat considerava prou satisfactòria.
A començaments dels anys 1890 el nombre total de funcionaris europeus era de 175. La majoria eren belgues, però alguns procedien d'altres llocs d'Europa, especialment dels països escandinaus. La mortalitat entre els funcionaris blancs del Congo va ser molt elevada: aproximadament un terç van morir a l'Àfrica durant l'acompliment de les seves funcions.
L'Estat Lliure tenia també la seva bandera: la mateixa que havien portat l'Associació Internacional Africana i l'Associació Internacional del Congo: una estrella daurada sobre fons blau. Irònicament, aquesta estrella simbolitzava els beneficis que la civilització hauria de portar a l'Àfrica Central.

#### Vori i cautxú

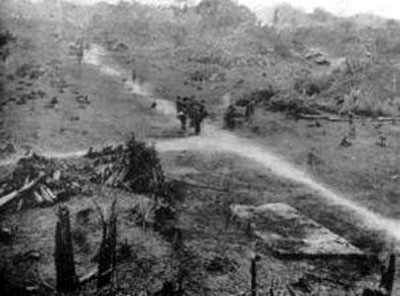
Llogarret nadiu arrasat per construir una carretera que comuniqués amb una explotació de cautxú.

Quan l'Estat Lliure va ser reconegut per les potències europees, el 1885, una de les primeres mesures de Leopold va ser declarar propietat de l'estat tota la "terra vacant", és a dir, totes les terres no conreades, en les quals es trobaven els principals productes de valor: el vori i el cautxú.
El territori de l'Estat Lliure va quedar dividit en dues zones: la zona de lliure comerç (aproximadament un terç del territori total), en la qual les empreses europees podien obtenir per concessió de l'estat el monopoli al comerç d'una determinada mercaderia durant un període de 10 o 15 anys; i el domaine privé (domini privat), explotat directament pels funcionaris de l'administració. Més endavant, el 1893, en ple apogeu del cautxú, Leopold, desitjós d'incrementar els seus beneficis, va crear, a compte de la zona de lliure comerç, una nova demarcació, l'anomenat domaine de la Couronne (domini de la Corona), d'uns 250.000 quilòmetres quadrats. Els beneficis generats en aquest nou domini no corresponien a l'estat, sinó al mateix monarca.
Les empreses que van obtenir les principals concessions monopolístiques van ser la Societat d'Anvers de Comerç del Congo (Societé Anversoise du Commerce au Congo) i la Companyia Anglo-Belga del Cautxú i l'Exploració (Anglo-Belgian India Rubber and Exploration Company). Leopold tenia una important participació en les dues companyies, directament o per mitjà de testaferros. L'altre gran capitalista darrere d'aquestes empreses era el banquer Alexandre de Browne de Tiège, posseïdor de 1.100 de les 3.400 accions de la Societat d'Anvers, i de 1.000 de les 2.000 de la Companyia Anglo-Belga. De Browne era a més un dels principals creditors del rei, que el 1894 li devia més de dos milions de francs belgues.
Els agents colonials al Congo van dur a terme un sistemàtic saqueig dels recursos naturals del territori. Van acabar amb els modes de producció propis de les societats indígenes, especialment amb l'agricultura, implantant un model econòmic basat exclusivament en la cacera i en la recol·lecció. Es caçaven elefants per obtenir vori i se sagnaven les plantes enfiladisses del gènere Landolphia per obtenir cautxú. Per a la realització d'aquestes tasques es va utilitzar sempre els nadius com a mà d'obra esclava. En teoria, se'ls pagava pel vori o el cautxú que aconseguien; el preu, tanmateix, era fixat per l'estat i estava molt per sota del valor real de la mercaderia. Es forçava a treballar els nadius mitjançant procediments repressius que incloïen la presa d'ostatges o les expedicions punitives contra els poblats que no complien les expectatives dels administradors colonials.
En un primer moment, el producte més buscat pel seu valor als mercats internacionals va ser el vori. Tanmateix, el descobriment de les nombroses aplicacions industrials del cautxú va tenir com a conseqüència una demanda creixent d'aquest producte, especialment des de començaments de la dècada de 1890, que va multiplicar els beneficis de Leopold i dels seus socis. Fins a 1896 l'economia de l'Estat Lliure va ser deficitària, i Leopold va haver de sol·licitar diversos préstecs al Parlament belga per sufragar les seves abundants inversions. En contrapartida per aquests préstecs, Leopold va acordar llegar l'Estat Lliure a Bèlgica al seu testament. Després de 1896, tanmateix, gràcies a l'apogeu internacional del cautxú, el Congo es va convertir en una inesgotable font d'ingressos, les veritables xifres de la qual es desconeixen. El mateix Leopold es va ocupar acuradament d'ocultar-les. Se sap que l'Anglo-Belgian, per exemple, va obtenir l'any 1897 uns beneficis del cautxú del 700%. Leopold es va convertir en un dels homes més rics d'Europa, amb un patrimoni gairebé impossible de calcular. Va iniciar diverses construccions privades a Bèlgica i va adquirir nombroses propietats immobiliàries a la Costa Blava. Segons fonts citades per Forbath, en el moment de la seva mort (1909) la fortuna de Leopold ascendia a 80 milions de dòlars de l'època.

#### El ferrocarril Matadi-Léopoldville
Entre Léopoldville i el port de Matadi, les mercaderies havien de ser transportades per portadors africans, a causa de la infranquejable barrera per al trànsit fluvial que suposaven les cascades Livingstone. Els portadors morien en gran nombre, i el transport era lent (trigava unes tres setmanes) i ineficaç, i per això es va decidir dur a terme la construcció d'una línia de ferrocarril. El 31 de juliol de 1887 es van fundar la Compagnie du Congo pour le Commerce et l'Industrie (CCCI) i la Compagnie du Chemin de Fer du Congo (CCFC). Els treballs, dirigits per Albert Thys, van començar el 1890 i van culminar el 1898. Es calcula que les obres van causar la mort de 1.932 éssers humans (1.800 negres i 132 blancs), però la xifra de víctimes africanes està amb tota probabilitat molt per sota de la realitat.

#### LaForce Publique
Des de començaments de la dècada de 1880, davant de la falta de població belga en disposició de traslladar-se i l'oposició dels partits constitucionalistes, Leopold havia contractat mercenaris europeus per servir als seus interessos al Congo. El 1888 van quedar organitzats en un exèrcit privat denominat Force Publique ("Força Pública"), que va arribar a convertir-se en la força militar més important de l'Àfrica Central. A finals de segle constava d'uns 19.000 homes. Tots els oficials eren blancs i tots els soldats rasos, negres, contractats per força i obligats a servir en la Force Publique per un mínim de set anys. Els reclutes eren de vegades comprats als caps de les seves tribus; en altres ocasions eren simplement segrestats. També es destinava amb freqüència al servei en l'exèrcit als esclaus "alliberats" en enfrontaments amb els mercaders d'esclaus que operaven a la zona.
La Force Publique actuava al mateix temps com a exèrcit d'ocupació i com a policia al servei de les empreses comercials. Va haver de fer front a diverses sublevacions de pobles indígenes, que van ser reprimides amb inusitat salvatgisme. Els mateixos soldats de la Force Publique, majoritàriament reclutats per força, es van amotinar en diverses ocasions. El 1895 un motí a la base militar de Luluabourg va tenir com a conseqüència l'aparició d'una guerrilla rebel que va estar activa fins a 1908, i que es va cobrar les vides de diversos centenars de soldats de la Force Publique, incloent-hi quinze oficials blancs. Una altra rebel·lió, iniciada el 1897 al nord-est del territori, continuava activa el 1900.
Entre 1891 i 1894 la Force Publique va deslliurar una guerra contra el poderós comerciant d'esclaus Tippu Tip, procedent de Zanzíbar, pel control de la zona oriental de l'Estat Lliure, que es va denominar "guerra contra els àrabs". Gràcies a la superioritat del seu armament, l'exèrcit de Leopold va ser capaç d'imposar-se, i va acabar amb el domini dels esclavistes. El conflicte es va cobrar les vides d'un elevat nombre de nadius, que constituïen la pràctica totalitat dels efectius dels exèrcits enfrontats. La victòria va ser presentada a Europa com un triomf en la lluita contra l'esclavitud, malgrat que les condicions de vida imposades als nadius en l'Estat Lliure eren sovint pitjors que l'esclavitud.

#### La repressió

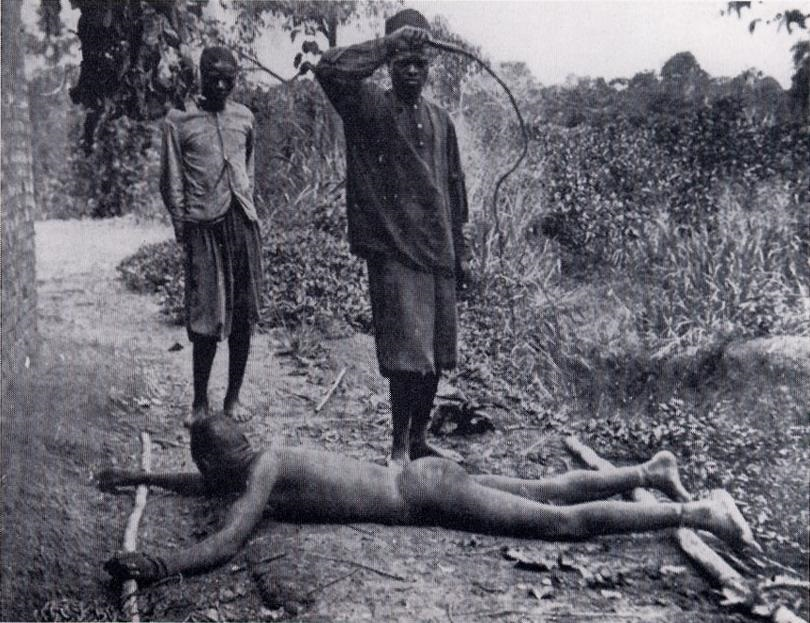
Càstig a un nadiu amb el chicotte.

L'administració colonial va emprar sistemàticament la violència per obligar a treballar la població nadiua. A la pràctica, l'Estat Lliure del Congo va funcionar com un gegantí camp de concentració. Tot i que un sistema similar s'havia implantat ja per forçar els nadius a proveir-los d'altres productes, la situació es va aguditzar quan el cautxú es va convertir en el principal objecte de la cobdícia dels administradors colonials. El procediment habitual consistia a prendre ostatges, gairebé sempre dones i nens, que només podien ser rescatats mitjançant el lliurament de determinades quantitats de cautxú. Els ostatges morien amb freqüència d'inanició o a causa dels maltractaments rebuts.
Com a càstig per no haver complert les expectatives en la recol·lecció del cautxú eren freqüents els assassinats massius per part de la Force Publique. Com a prova que aquests assassinats s'havien dut a terme, els soldats de la Force Publique amputaven una mà als cadàvers. En altres ocasions se'ls tallava el cap, o, per demostrar que els assassinats eren barons, els genitals. Les mans eren fumades i lliurades als caps de lloc com prova de què la Force Publique havia fet el seu treball.
A vegades, els soldats no mataven els nadius, sinó que només els amputaven la mà dreta. Diverses fotografies de l'època documenten aquestes mutilacions.
A més de les matances, s'empraven assíduament càstigs físics contra la població nadiua. L'instrument d'ús més estès era l'anomenada chicotte, una espècie de fuet que esquinçava la carn del reu. Les primeres notícies del seu ús es remunten a 1888. Aquest càstig s'aplicava fins i tot a nens, i no eren infreqüents les morts pel seu ús. L'ús de la chicotte va perdurar durant l'Administració belga del congo i no va ser abolit fins a 1959, tot just abans de la independència.
L'Església catòlica va donar suport inequívocament el règim colonial. Van ser establertes diverses colònies infantils regides per sacerdots catòlics, destinades presumptivament a orfes (a la pràctica, es tractava de nens portats per força per la Force Publique després de les seves incursions als llogarrets; molts d'ells eren realment orfes, però a causa de l'exèrcit colonial). L'objecte d'aquestes colònies era formar súbdits fidels, i molts dels nens allà educats eren destinats a engrossir les files de la Force Publique. A les colònies, s'utilitzaven freqüentment càstigs físics, inclosa la chicotte, i la mortalitat hi era molt elevada.
Els tetela es van revoltar tres cops, el primer a Luluabourg (actual Kananga) el gener de 1895, el segon entre les tropes que servien en l'expedició militar de Francis Dhanis a l'Alt Nil el 1897 i el tercer i últim motí a la guarnició de Fort de Shinkakasa prop de Boma l'abril de 1900.

### Les veus crítiques

#### George W. Williams
La primera veu que es va alçar contra els excessos de l'administració de Leopold va ser la del nord-americà de raça negra George W. Williams. Williams, autor d'un llibre titulat Història de la raça negra a Amèrica, era un conegut defensor dels drets dels negres dels Estats Units. Atret per la fama de rei filantrop de què gaudia Leopold, Williams va creure que al Congo els negres dels Estats Units podrien trobar millors condicions de vida que al seu propi país. El 1890, malgrat els impediments que li va posar Leopold, va viatjar al Congo, on va passar-hi sis mesos, recorrent el riu des de la seva desembocadura fins a les cascades Stanley.
El resultat del seu periple pel Congo va ser una Carta oberta al rei dels belgues, un pamflet que va ser publicat el mateix any 1890 i va distribuir àmpliament a Europa i els Estats Units. En aquest document, Williams hi denunciava els mètodes de l'administració colonial. Segons va revelar Williams, els enviats de Leopold havien adquirit la seva terra als nadius mitjançant enganys, aplicaven càstigs indiscriminats i fins i tot mataven nadius per esport. Williams denunciava fins i tot Leopold, que l'any anterior havia convocat a Brussel·les una "Conferència Antiesclavista", com a tractant d'esclaus.
Després de la Carta oberta, Williams va redactar un nou document, dirigit al president dels Estats Units, Benjamin Harrison, titulat Un informe sobre l'Estat i el País del Congo per al president de la República dels Estats Units d'Amèrica en el qual repetia les seves acusacions i instava el president a posar fi a la situació.
Les acusacions de Williams van causar un escàndol a Europa. Tanmateix, Leopold va organitzar ràpidament una campanya per desacreditar el dissident, aprofitant que aquest s'havia atribuït el grau militar de coronel, que mai no havia assolit en realitat. Per refutar les acusacions de Williams, els principals funcionaris de l'Estat Lliure van publicar un informe que mostrava un panorama molt diferent. Diversos testimonis van afirmar que Williams mentia, i que el seu opuscle no era més que part d'una campanya orquestrada per interessos econòmics enemics de l'existència de l'Estat Lliure.
Afortunadament per a Leopold, George W. Williams va morir l'agost de 1891. L'eco de l'escàndol va anar desapareixent, i el rei va poder continuar realitzant els seus "negocis" davant de la indiferència de la resta del món.

#### Joseph Conrad
El 1890, l'escriptor polonès Joseph Conrad va remuntar el riu Congo des del llac Stanley a les cascades Stanley com a segon oficial d'un vapor. Fruit d'aquesta experiència va ser una de les novel·les curtes més conegudes del segle xx, El cor de les tenebres, publicada el 1902. Tot i que la novel·la no té com intenció principal criticar la situació al Congo, ofereix un quadre bastant verídic dels atropellaments duts a terme pels funcionaris blancs encarregats de la recol·lecció del vori i el cautxú. El sinistre personatge de Kurtz estigué possiblement basat en algun dels funcionaris que Conrad va conèixer en el seu viatge pel Congo.
Posteriorment a la publicació de la seva obra, Conrad va mostrar la seva adhesió al moviment per a la reforma del Congo en una carta dirigida a Roger Casement, datada el 21 de desembre de 1903. La carta es va publicar el 1904 en un llibre d'Edmund Dene Morel, King Leopold's Rule in Africa, i s'hi posa en evidència l'oposició frontal de Conrad al règim establert al Congo, en el qual, segons les seves paraules, "la crueltat sistemàtica cap als negres és la base de l'administració".

#### Morel i Casement: l'Associació per a la Reforma del Congo
En els darrers anys de la dècada de 1890, Edmund Dene Morel, representant a Bèlgica de la companyia naviliera amb seu a Liverpool Elder Dempster, els vaixells de la qual feien la ruta del Congo, va descobrir que, en tant que els navilis procedents de l'Estat Lliure arribaven curulls de mercaderies, els que partien de Bèlgica a penes transportaven objectes de valor i sí, en canvi, una gran quantitat d'armes. Sense haver viatjat mai al Congo, Morel va deduir quina era la situació: en paraules seves, "només uns treballs forçats continus i aterridors podien explicar uns beneficis tan inaudits". En intentar difondre el seu descobriment, va xocar amb la censura. El 1901 va abandonar la seva feina i va decidir dedicar-se a explicar al món la situació del Congo, per a la qual cosa va fundar la seva pròpia publicació, el West African Mail.
Amb el temps, Morel trobaria un valuós aliat en la persona del cònsol britànic a l'Estat Lliure, Roger Casement. El 1903, a requeriment del seu govern, Casement va emprendre un viatge de sis mesos per l'interior del Congo per descobrir què hi havia de cert en els rumors cada vegada més estesos sobre les atrocitats que s'estaven duent a terme per part de l'administració del monarca belga. L'informe de Casement es va publicar el 1904, malgrat les pressions de Leopold per evitar-ho. L'informe constatava que s'estaven duent a terme crims terribles, i incloïa les declaracions de diversos testimonis.
El 1904, Morel i Casement van fundar l'Associació per a la Reforma del Congo, consagrada a difondre, tant a través de la premsa com mitjançant conferències, la situació al territori africà. L'associació va guanyar aviat nombrosos adeptes tant als Estats Units com a Anglaterra, i va comptar amb la col·laboració de destacats intel·lectuals. Mark Twain va escriure un pamflet irònic que va titular El soliloqui del rei Leopold. Arthur Conan Doyle, el creador de Sherlock Holmes, va participar també activament a la campanya, compareixent en diverses conferències al costat de Morel, i publicant el llibre El crim del Congo. L'Associació va romandre activa fins després de la cessió del Congo a Bèlgica i no es va dissoldre fins al 1913.

#### Els missioners protestants
Els missioners protestants van tenir un paper fonamental en la divulgació de les atrocitats comeses al Congo. Procedien, majoritàriament, dels Estats Units, el Regne Unit i Suècia. Un missioner baptista suec, E. V. Sjöblom, va publicar a la premsa del seu país una contundent denúncia de l'explotació dels nadius.
El 1908 el missioner presbiterià nord-americà de raça negra William Sheppard va ser demandat per libel quan va publicar en un butlletí destinat al públic estatunidenc un article denunciant la repressió colonial. Defensat, a instàncies de Morel, per l'advocat i polític belga Émile Vandervelde, en un judici que va tenir l'atenció de l'opinió pública occidental, Sheppard va ser finalment declarat innocent poc abans de la cessió del Congo a Bèlgica.

#### El final de l'Estat Lliure

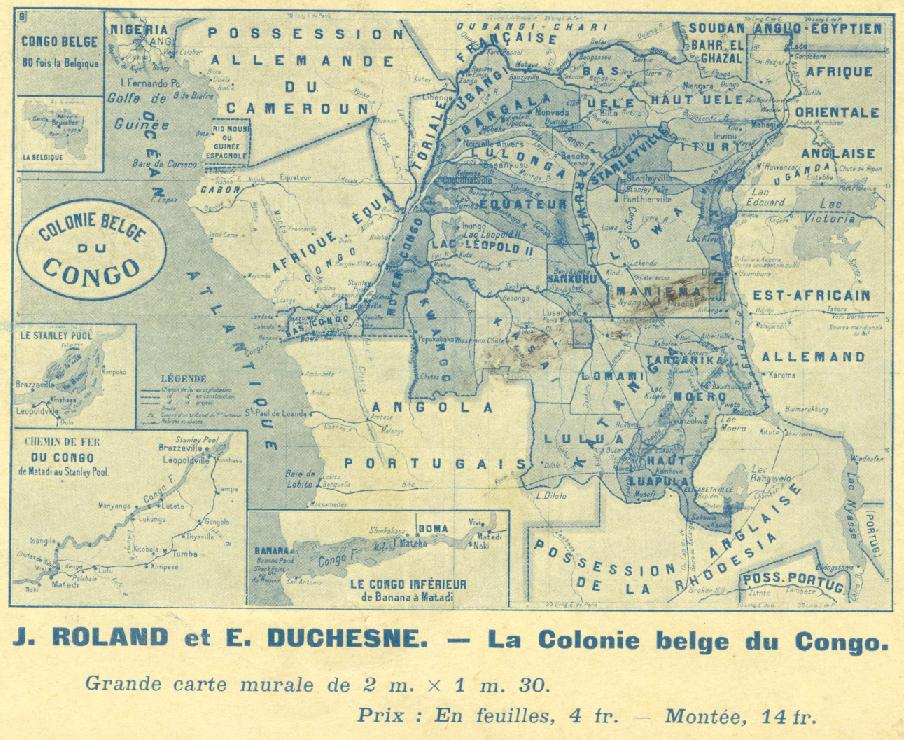
El territori de l'Estat Lliure del Congo (mapa realitzat el 1914, posteriorment a la cessió del Congo a Bèlgica).

Leopold va intentar neutralitzar l'informe de Casement creant la seva pròpia comissió d'investigació. Neutral en aparença, estava formada per tres jutges: un belga, un suís i un italià. L'italià era Giacomo Nisco, jutge del tribunal suprem de l'Estat Lliure; segons sembla, Leopold comptava amb la seva lleialtat per influir segons l'opinió dels altres dos membres de la comissió.
Tanmateix, el 1905, després de diversos mesos d'investigació, la comissió va publicar un informe que corroborava els abusos que havien estat denunciats per Casement. Leopold, tanmateix, va aconseguir eludir l'escàndol enviant a la premsa un resum de l'informe que en falsejava les conclusions.
Leopold va tractar de contraatacar amb tots els mitjans al seu abast. Va publicar diversos fulletons, i durant anys va pagar diversos diaris europeus perquè secundessin els seus interessos. Tanmateix, no va poder evitar que l'opinió pública de tot el món, inclosa Bèlgica, mostrés una clara oposició a què mantingués la seva propietat sobre el territori africà.
El 1906 era ja evident que Leopold havia de renunciar al seu domini sobre el territori del Congo. Durant dos anys es va negociar la cessió del Congo a Bèlgica. Leopold va imposar una sèrie de condicions: l'estat belga havia d'assumir el deute del Congo, que ascendia a uns 110 milions de francs; havia de sufragar diversos projectes de construcció que el rei havia emprès a Bèlgica, per valor de 45,5 milions de francs; i s'obligava a més a pagar a Leopold uns altres 50 milions en gratitud pels "sacrificis" realitzats per ell en favor del Congo. El Congo va passar oficialment a dependre de l'administració de Bèlgica el 15 de novembre de 1908.
No va ser un mal negoci per a Leopold. En aquell moment la producció de cautxú al sud-est d'Àsia i Sud-amèrica havia fet baixar tant els preus que la recol·lecció del cautxú africà havia deixat de ser un negoci lucratiu.
Leopold va morir un any després, el 17 de desembre de 1909. La cessió a Bèlgica del Congo no va implicar el final del sistema repressiu que ell havia instaurat al territori, que es va prolongar, amb prou feines suavitzat, durant el període de l'administració belga. Encara que el cautxú va deixar de ser la principal exportació del Congo, aviat es van trobar noves riqueses naturals, especialment a Katanga: el sistema de treballs forçats es va emprar, amb mesures repressives que incloïen l'ús de la chicotte, a les mines de coure, or i estany. Es calcula que només a les mines de coure i les fargues de Katanga van morir entre 1911 i 1918 uns 5.000 obrers nadius. La Force Publique va continuar durant l'administració belga, amb mètodes de reclutament molt similars, i durant la Primera Guerra Mundial va sofrir nombroses baixes en els seus enfrontaments amb les tropes de l'Àfrica Oriental Alemanya (actual Tanzània).

## Les víctimes

### Les xifres

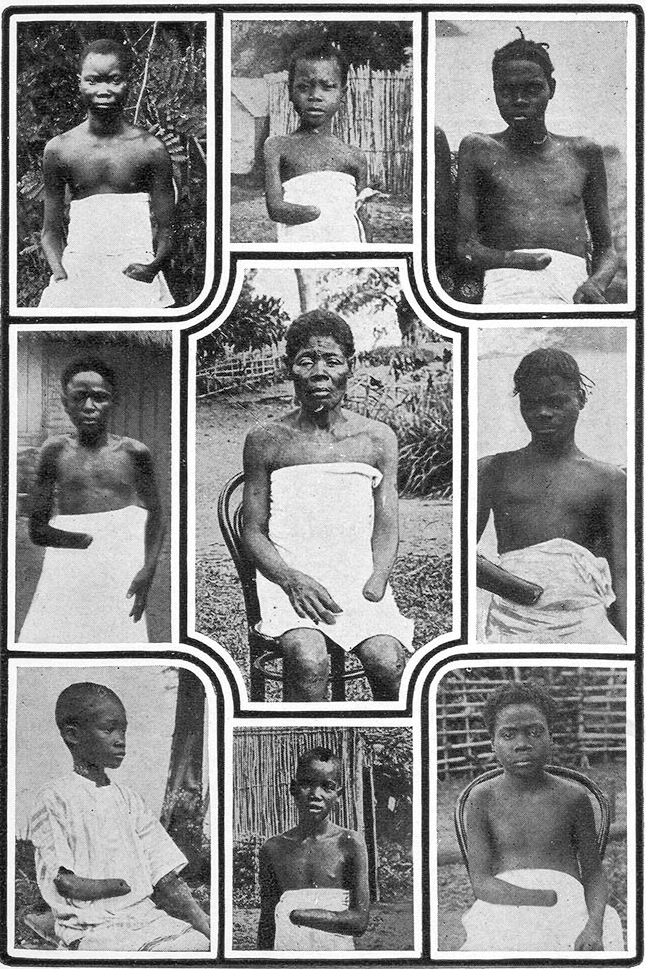
Treballadors congolesos que no van reeixir en complir les quotes de recol·lecció de cautxú i que foren castigats tallant-los una mà.

No hi ha manera d'avaluar amb cert grau de credibilitat el nombre de víctimes durant l'existència de l'Estat Lliure. Les xifres només poden ser orientatives. El professor Jan Vansina, de la Universitat de Wisconsin, antropòleg i etnògraf que ha estudiat amb deteniment la població de la zona, va afirmar que entre 1880 i 1920 la població del Congo es va reduir "almenys a la meitat".
Segons Jim Zwick, quan Stanley va arribar per primera vegada a la conca del Congo va comprovar que les zones riberenques estaven densament poblades, i va calcular la població total en uns quaranta milions d'habitants. Sembla una xifra molt exagerada. Els càlculs d'altres viatgers de l'època oscil·len entre els 20 i els 30 milions d'habitants. Forbath dona la xifra de 15.000.000.
El primer cens va ser realitzat el 1911, després del final de l'Estat Lliure. Encara que no es va fer públic, és conegut a través de fonts diplomàtiques britàniques. Segons aquest cens, el 1911, després de vint anys de matances i d'indiscriminat saqueig, la població del Congo era de només 8.500.000 persones. Zwick considera que una xifra de 10.000.000 de víctimes mortals durant el domini de Leopold pot apropar-se bastant a la realitat. Aquesta xifra coincideix amb la que proporciona Adam Hochschild. Forbath, en canvi, considera més ajustada a la realitat la de 5.000.000 de morts.
Malgrat l'elevadíssim nombre de víctimes, des d'un punt de vista tècnic-jurídic no és possible parlar de genocidi, ja que no va existir voluntat d'exterminar un determinat grup ètnic. Hi ha, no obstant això, els qui empren el terme per referir-se a les matances que van tenir lloc en l'Estat Lliure, i fins i tot es va presentar una moció, el 26 de maig de 2006, al Parlament britànic, perquè les matances del Congo fossin tipificades com a genocidi i per sol·licitar al govern belga que demanés disculpes públiques al poble congolès.

### Les causes
Només una part, impossible de quantificar amb exactitud, del nombre total de víctimes va ser deguda als assassinats massius duts a terme per l'administració colonial. No obstant això, aquests assassinats van ser bastant freqüents. Solien produir-se quan un determinat poblat no lliurava la quota de cautxú estipulada. Hochschild cita diversos exemples d'assassinats en massa documentats a través de la premsa de l'època, dels testimonis dels missioners o dels propis diaris o correspondència dels oficials blancs de la Force Publique encarregats de dur a terme les execucions.
La repressió duta a terme per la Force Publique tenia a més altres efectes. Entre els ostatges (generalment dones i nens) retinguts per forçar el treball dels homes dels poblats existia una mortalitat molt elevada, a causa de les penoses condicions del seu confinament. Molts altres indígenes van morir d'inanició a causa que els soldats incendiaven els cultius que els servien com a mitjà de subsistència, o en abandonar-los ells mateixos per escapar a la repressió.
A la mortalitat provocada per aquestes causes cal unir la causada per les malalties, especialment per la verola i la malaltia de la son. L'efecte d'aquestes malalties es va veure sens dubte multiplicat per les penoses circumstàncies que van haver d'afrontar les poblacions nadiues. A més, els moviments de població causats per les accions repressives de la Force Publique van facilitar la difusió d'aquestes epidèmies.
Un darrer factor que cal tenir en compte és el descens de la natalitat que es va produir com a conseqüència directa de les matances, del treball forçat de gran part de la població masculina i de les terribles dificultats que les ètnies indígenes van haver d'afrontar.

### L'oblit

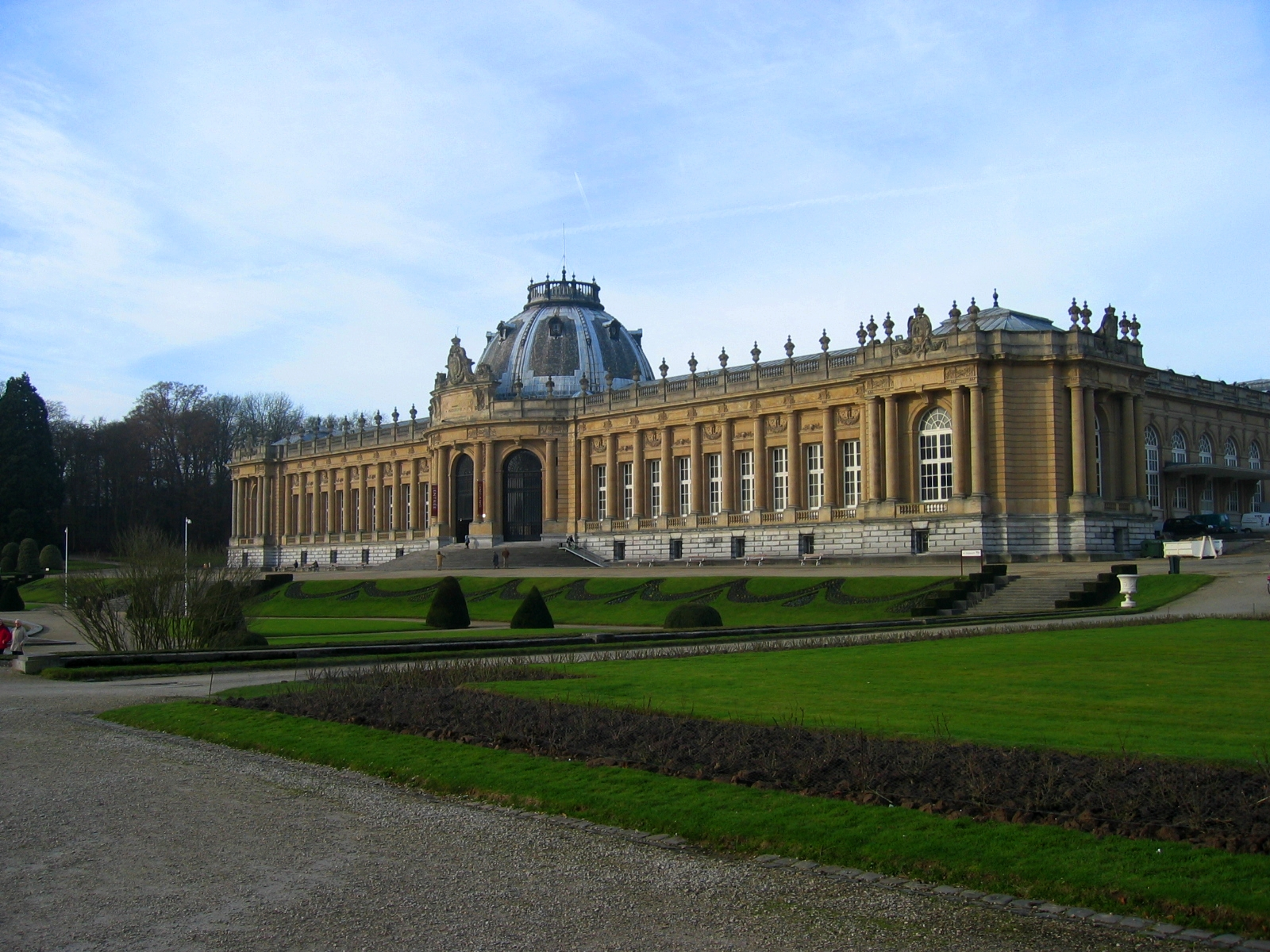
Museu Reial de l'Àfrica Central, a Tervuren.

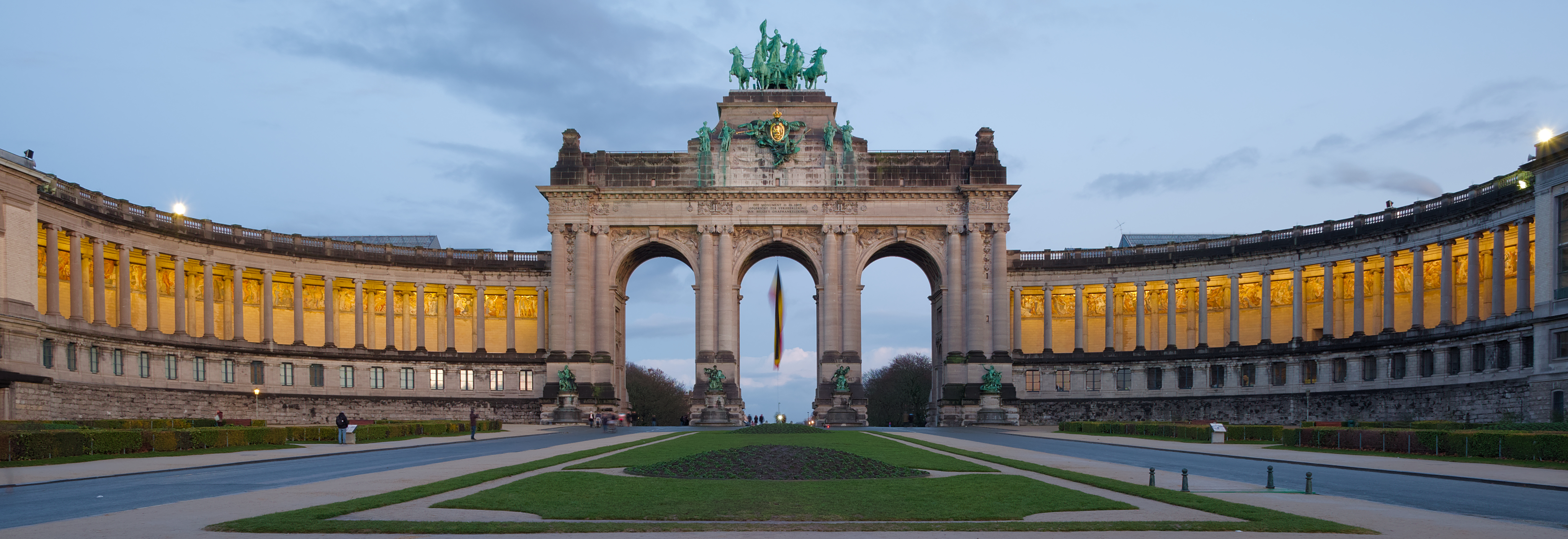
Arc del Cinquantenari.

A Tervuren, als afores de Brussel·les, es troba el Museu Reial de l'Àfrica Central. que té una de les col·leccions d'art i objectes africans més importants del món. Aquest museu, tanmateix, no acull cap record de les terribles matances que es van dur a terme en l'Estat Lliure. El 2005 es va realitzar al museu l'exposició La mémoire du Congo, on només parcialment es reconeixien els nombrosos crims colonials, i es destacaven els aspectes positius de la colonització. L'exposició va ser durament criticada. Tampoc no existeix cap monument a Bèlgica que recordi a les víctimes, ni a cap propòsit de dur-lo a terme. Segons l'historiador Jules Marchal, els belgues no coneixen, en efecte, els crims que van tenir lloc al Congo. S'imaginen que el seu sistema colonial és el millor de l'Àfrica. Encara que el contrari sembla molt més cert... .
Pot dir-se, de fet, que l'única empremta a Bèlgica de l'època en què el seu monarca va administrar l'Estat Lliure es troba en les nombroses construccions sufragades per Leopold amb el fruit dels seus "negocis" africans. Entre elles es troba l'anomenat Arc del Cinquantenari, que un parlamentari de l'oposició va batejar com a "Arc de les Mans Tallades", així com l'avinguda de Tervuren, construïda amb motiu de l'Exposició Universal de Brussel·les, el 1897, perquè els belgues poguessin visitar, entre altres coses, el zoo humà que es va instal·lar a Tervuren. Leopold va desenvolupar també una important activitat constructiva en altres ciutats belgues, com Oostende i Laeken. Res en aquests monuments no recorda la manera com es van obtenir els diners necessaris per erigir-los.
Gran part dels documents relatius a l'administració de l'Estat Lliure van ser llançats al foc per ordre de Leopold el 1908, poc abans de la cessió del territori a Bèlgica. Els que van sobreviure van estar classificats com secrets fins a la dècada de 1980. El primer historiador que va poder consultar aquests documents va ser l'exdiplomàtic belga Jules Marchal. Fruit de les seves investigacions s'han publicat diversos llibres. sobre la història de l'Estat Lliure.